# Hans Haacke
Hans Haacke, född 12 augusti 1936 i Köln, Tyskland, är en tysk-amerikansk konceptkonstnär verksam i New York. Haacke söker inlemma politiska konnotationer i sina konstverk, som är av konceptuell karaktär.
Haackes installation Germania vid Venedigbiennalen 1993, vars namn syftade på Adolf Hitlers benämning för Berlin i Nazityskland, tilldrog sig stor uppmärksamhet.